# Weinmannia cochensis
Weinmannia cochensis là một loài thực vật có hoa trong họ Cunoniaceae. Loài này được Hieron. miêu tả khoa học đầu tiên năm 1895.